# Shikken
Shikken (jap. 執権; „ten, który trzyma władzę” lub „ten, który dysponuje prawami”) – regent sioguna w Japonii w okresie Kamakura, który de facto sprawował władzę zamiast sioguna.
Po śmierci sioguna Yoritomo Minamoto w 1199 roku wybuchła walka o władzę pomiędzy jego synami: Yori'ie i Sanetomo. W tej sytuacji większość władzy wojskowej zaczął przejmować teść Yoritomo, Tokimasa Hōjō. 
W 1202 roku siogunem został Yori’ie. Próbował on odsunąć od władzy Tokimasę, jednak ostatecznie sam został pozbawiony władzy w 1203 roku. Nowym siogunem został Sanetomo, zaś Tokimasa Hōjō otrzymał tytuł shikkena, regenta sioguna.
Od tego czasu tytuł shikkena pozostawał w rękach rodu Hōjō. Mimo iż formalnie byli tylko regentami, podporządkowali sobie armię i sprawowali faktyczną władzę, podczas gdy siogunowie pełnili jedynie rolę marionetek.
Ród Hōjō utracił władzę wraz z likwidacją siogunatu Kamakura w 1333 roku. Urząd shikkena został zlikwidowany.

## Regenci
1. Tokimasa Hōjō (1199–1205)
2. Yoshitoki Hōjō (1205–1224)
3. Yasutoki Hōjō (1224–1242)
4. Tsunetoki Hōjō (1242–1246)
5. Tokiyori Hōjō (1246–1256)
6. Nagatoki Hōjō (1256–1264)
7. Masamura Hōjō (1264–1268)
8. Tokimune Hōjō (1268–1284)
9. Sadatoki Hōjō (1284–1301)
10. Morotoki Hōjō (1301–1311)
11. Munenobi Hōjō (1311–1312)
12. Hirotoki Hōjō (1312–1315)
13. Mototoki Hōjō (1315–1316)
14. Takatoki Hōjō (1316–1326)
15. Sadaaki Hōjō (1326)
16. Moritoki Hōjō (1326–1333)